# Dominique Herr
Dominique Herr, född 25 oktober 1965, är en schweizisk före detta professionell fotbollsspelare som spelade defensiv mittfältare för fotbollsklubbarna Basel, Lausanne-Sport och Sion mellan 1984 och 1996. Han vann två raka schweizisk cuper med Sion för säsongerna 1994–1995 och 1995–1996. Herr spelade också 52 landslagsmatcher för det schweiziska fotbollslandslaget mellan 1989 och 1995.